# Bouygues Telecom
Bouygues Telecom je francouzská telekomunikační společnost, mobilní telefonní operátor a poskytovatel internetového připojení (internet service provider – ISP) a internetové televize (IPTV). Je součástí skupiny Bouygues. Mezi mobilními operátory je třetím nejstarším ve Francii, po Orange a SFR, před Free Mobile. Sídlí na okraji Paříže sousedícím s Issy-les-Moulineaux, poblíž řeky Seiny.
V lednu 2016 byl Bouygues Telecom subjektem pokusu o převzetí mobilním operátorem Orange, které se však nakonec neuskutečnilo.

## Cyklistický tým
V letech 2005 až 2010 společnost sponzorovala cyklistický závodní tým Bbox Bouygues Telecom.